# Tempio di Serapide (Quirinale)

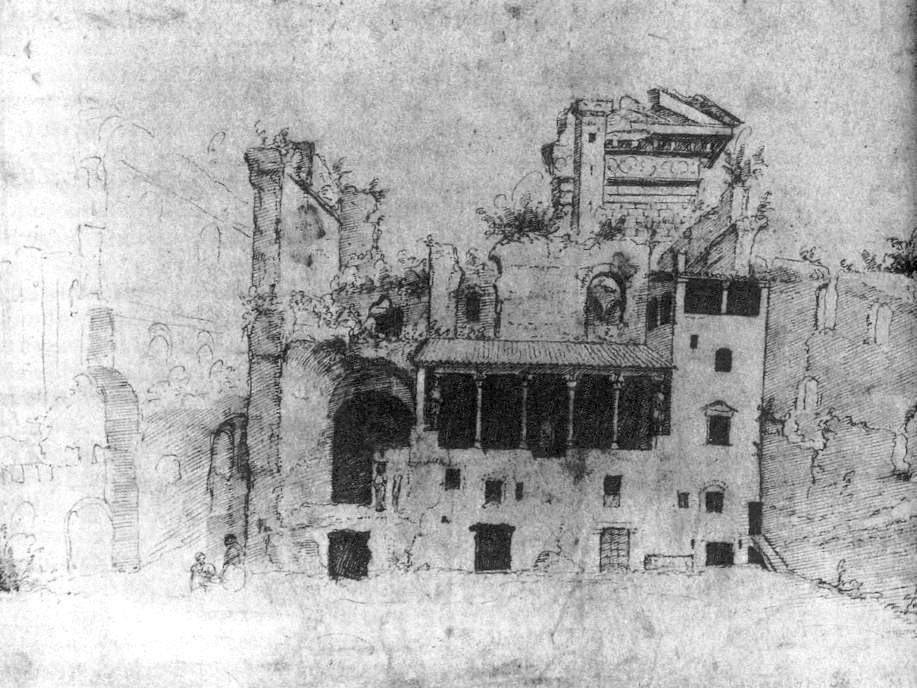
Palazzo Colonna con le rovine del tempio di Serapide

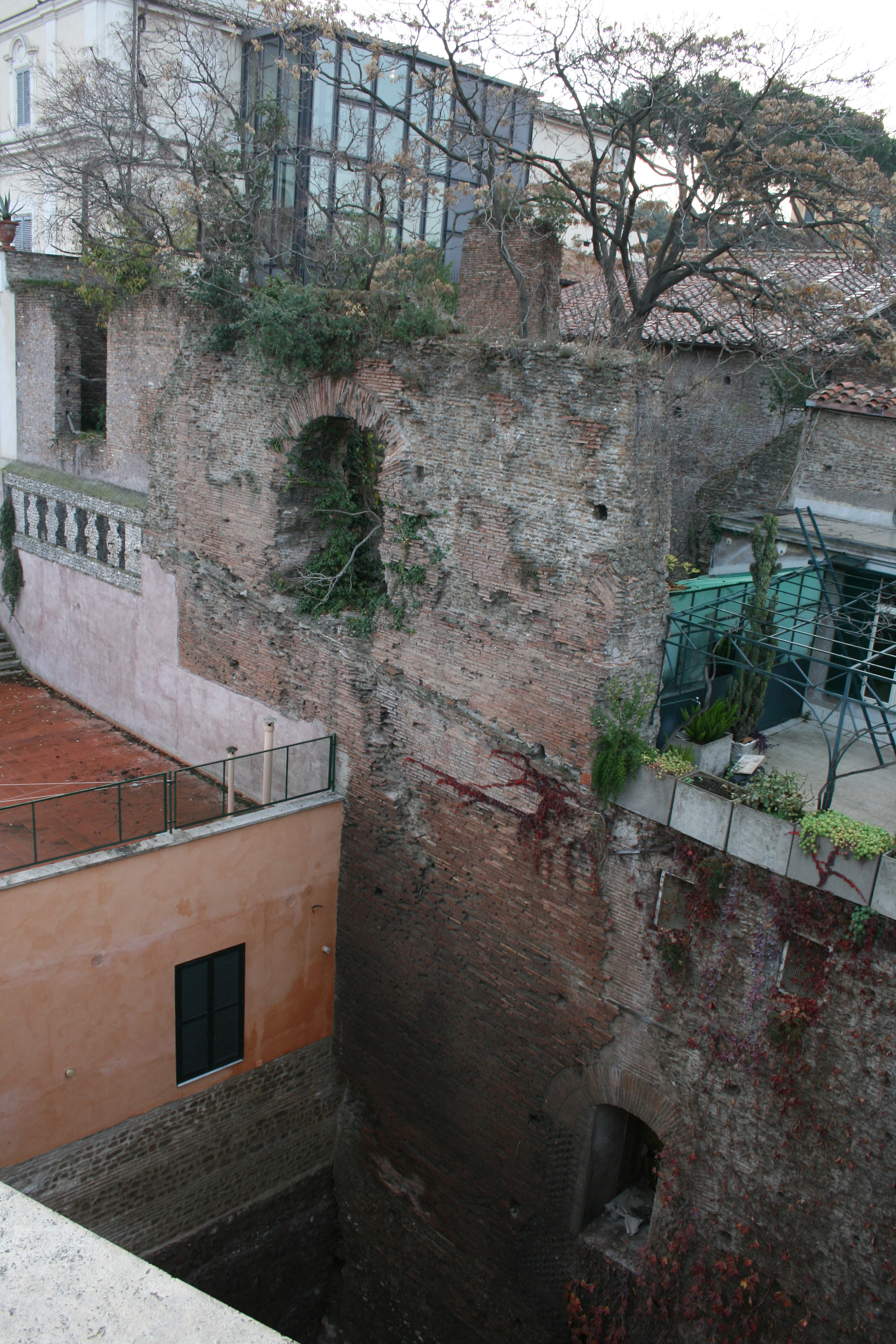
Ruderi del tempio di Serapide

Il tempio di Serapide del Quirinale a Roma era il più grande e sontuoso tempio del colle, i cui resti sono tuttora visibili tra palazzo Colonna e l'Università Gregoriana.

## Storia e descrizione
Il santuario, che si trovava tra le attuali piazza della Pilotta e piazza del Quirinale, fu dedicato da Caracalla sulle pendici orientali del Quirinale ed era uno dei templi più grandi e sontuosi di Roma, sviluppandosi su un'area di 13.320 metri quadrati (135x98 m). Fu probabilmente ricostruito dai Severi su un precedente impianto fondato, come santuario dinastico, dai Flavi.
Il forzato abbandono del culto isiaco (come degli altri culti pagani) causato dai Decreti teodosiani a partire dalla fine del IV secolo contribuì a fare del colle Quirinale un'altra gigantesca cava di marmi preziosi e lavorati, i cui prodotti furono rinvenuti fino a piazza del Grillo e a via dei Due Macelli. Nell'area del tempio fu costruita anche, secondo Pirro Ligorio, la chiesa di San Silvestro al Quirinale.
Il Serapeo era composto da un lungo cortile colonnato e dal santuario vero e proprio, decorato con statue ed obelischi. Da una grandiosa scalinata si raggiungeva l'edificio al di sopra del dislivello naturale. Le colonne erano alte 21,17 metri ciascuna, per un diametro di due metri. 
Appartiene al complesso un enorme frammento di trabeazione, di circa cento tonnellate di peso e di più di 34 metri3, il più grande esistente a Roma, oggi situato nei giardini di Palazzo Colonna.
Riferibili al complesso templare sono le statue del Nilo e del Tevere, collocate da Michelangelo davanti al palazzo Senatorio in piazza del Campidoglio.

## Galleria d'immagini

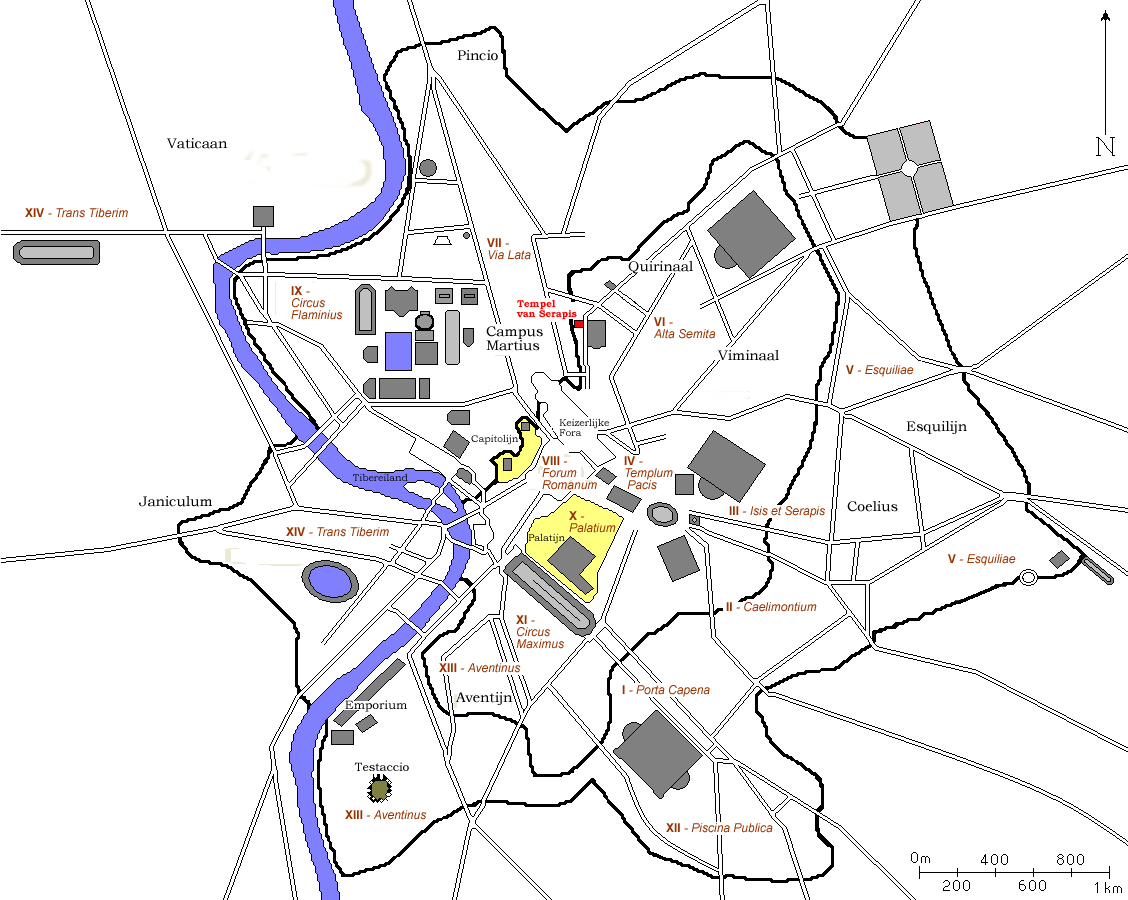
Localizzazione
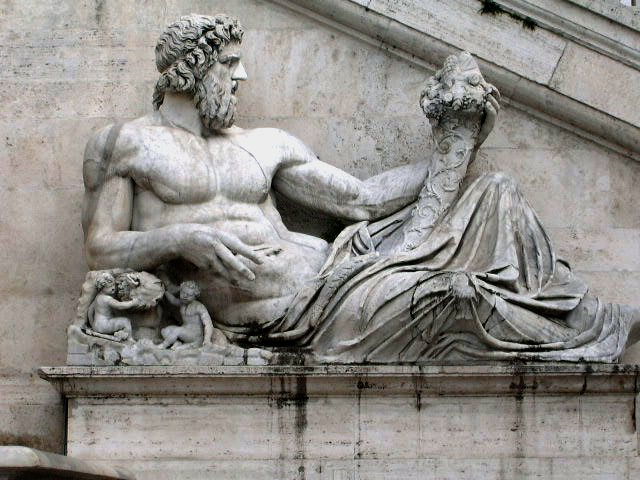
Statua del Tevere
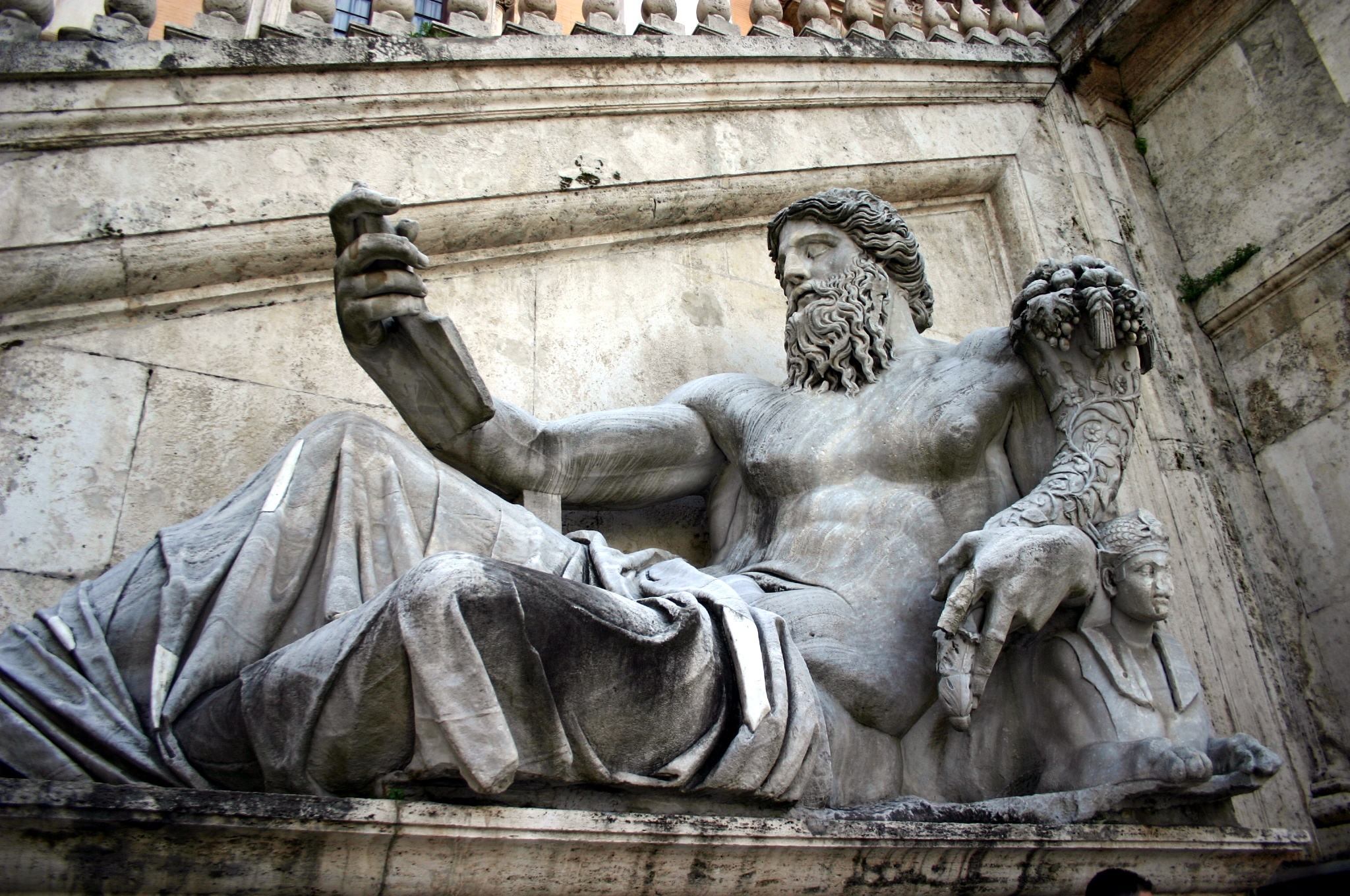
Statua del Nilo